# Sinfonietta voor strijkorkest (B. Tsjajkovski)
Boris Tsjaikovski voltooide zijn Sinfonietta voor strijkorkest in 1953. De muziek kwam geheel tot stand in het post-Stalintijdperk van de Sovjet-Unie. De richtlijnen, waaraan de compositie moest voldoen, werden minder strak. De composniet vermeldde zelf, dat hij het eenvoudig vond deze compositie te schrijven. Voor andere orkestwerken schreef hij veelal eerst een pianopartituur, die later werd ingevuld; deze sinfonietta vloeide direct in een ensemblepartituur uit zijn pen. De muziek klinkt licht. Tsjajkovski had bij het schrijven al een eerste symfonie geschreven.
Delen:
- sonatine in allegro
- wals in allegro molto
- variaties in adagio
- rondo in presto

Aleksandr Gauk gaf met het groot Symfonieorkest van de Russische Radio de eerste uitvoering in Moskou op 7 februari 1954.

## Orkestratie
- violen (18 eerste, 16 tweede), 14 altviolen, 12 celli, 10 contrabassen

## Discografie
Er zijn minstens vijf verschillende opnamen van dit werk beschikbaar, hetgeen aangeeft dat dit werk een van de meest populaire stukken van de componist is:
- Uitgave Northern Flowers; samenstelling eerste uitvoering in een opname uit 1955
- Uitgave Hyperion: Alaksandr Roedin met het Musica Viva kamerorkest
- en een drietal Russische uitgaven